# Siteroptes mesembrinae
Siteroptes mesembrinae är en spindeldjursart som först beskrevs av Giovanni Canestrini 1881.  Siteroptes mesembrinae ingår i släktet Siteroptes och familjen Siteroptidae. Inga underarter finns listade i Catalogue of Life.